# Жабченко Анатолій Сергійович
Анато́лій Сергі́йович Жа́бченко (нар. 23 лютого 1979, Сімферополь, Українська РСР) — український футболіст та футбольний арбітр. Захищав ворота юнацької збірної України, учасник чемпіонату Європи 1996 серед гравців віком до 16 років. З 2002 року розпочав кар'єру арбітра, з 2013 року — арбітр ФІФА. 

## Життєпис
Вихованець сімферопольської ДЮСШ-2. Навесні 1996 року у складі юнацької збірної України взяв участь у Чемпіонаті Європи серед гравців віком до 16 років, що проходив у Австрії. Українські юнаки не змогли подолати груповий етап фінальних змагань, набравши всього 4 очки у трьох поєдинках. У вересні того ж року дебютував у складі сакського «Динамо» в чемпіонаті другої ліги. Наступний сезон розпочав у лавах другої команди дніпропетровського «Дніпра», однак за весь сезон провів на полі лише 5 хвилин і вирушив до Росії, де виступав за клуби нижчих ліг «Ротор-Камишин» та «Балаково».
Після завершення активних виступів Жабченко повернувся до України, де розпочав суддівську кар'єру. З 2002 року він обслуговував регіональні змагання, з 2003 року — матчі чемпіонатів ААФУ та ДЮФЛ, а у 2005 році почав залучатися до арбітражу матчів другої ліги. Протягом 2009–2010 років Анатолій Жабченко судив поєдинки першої ліги, а у 2011 році увійшов до когорти арбітрів найвищого українського дивізіону. «Бойове хрешення» Жабченка у Прем'єр-лізі відбулося 3 квітня 2011 року у поєдинку між «Металістом» та запорізьким «Металургом». Анатолій Жабченко неодноразово обслуговував матчі між провідними українськими клубами, зокрема поєдинок 1/16 фіналу Кубка України 2012/13 між «Шахтарем» та «Динамо», матч 23-го туру Чемпіонату України 2013/14 «Дніпро» — «Динамо» та гру «Металіста» з «Шахтарем» у березні 2015 року. До анексії Криму Росією Жабченко представляв Сімферополь, а у липні 2014 року змінив футбольну прописку на хмельницьку, залишившись при цьому мешкати у столиці Криму.
Статус арбітра ФІФА отримав 2013 року. Наступного року обслуговував два матчі кваліфікаційного раунду Ліги Європи — гру «Копер» — «Челік» 10 липня 2014 року та поєдинок між боснійським клубом «Сараєво» та норвезьким «Гаугесуном» 17 липня того ж року. У 2013–2014 роках обслуговував також матчі молодіжних збірних — 14 серпня 2013 року поєдинок Словенія (U-21) — Естонія (U-21), а 4 вересня 2014 року — Словаччина (U-21) — Шотландія (U-21).

## Громадянська позиція
Після анексії Криму 2014 року отримав російське громадянство, однак продовжував обслуговувати матчі прем'єр-ліги України. Із Сімферополя арбітр літав до Москви, а звідти до України, де судив матч чергового туру чемпіонату. ФФУ та СБУ жодним чином не реагують на порушення законодавства з боку арбітра.
Фігурант бази даних центру «Миротворець» як особа, яка незаконно відвідувала окупований Росією Крим, свідомо порушуючи державний кордон України.
Припинив співпрацю з ФФУ у 2017 році.